# Fuerzas Democráticas Aliadas
Las Fuerzas Democráticas Aliadas (FDA), es un grupo rebelde islámico que actúa en los países de Uganda y la República Democrática del Congo. Es considerada como una organización terrorista por parte del gobierno ugandés Originalmente se inició en este último país, expandiéndose posteriormente en 1990 a la zona de Kivu del Norte en la República Democrática del Congo. Mientras que varias ofensivas militares en contra de la FDA han logrado progresivamente debilitarla, la organización ha sido capaz de regenerarse gracias a que sistema de reclutamiento y financiamiento no se han logrado interrumpir 
Desde el 2015, la FDA ha experimentado un fenómeno de radicalización después de que su líder Jamil Mukulu fuese apresado, motivo por el que asumió Musa Baluku en su lugar. Desde el 2019 la organización se ha separado, permaneciendo una parte leal a Mukulu, mientras que la otra se ha unido al Estado Islámico del África Central bajo el liderazgo de Baluku.

## Fundación
El FDA se formó como una fusión de varias facciones rebeldes, incluido el Movimiento Democrático Aliado, el Ejército Nacional para la Liberación de Uganda (NALU), el Ejército Musulmán de Liberación de Uganda y miembros militantes del movimiento Tabligh. La figura principal del grupo era Jamil Mukulu, un ex católico que se convirtió al islam. Los miembros eran en su mayoría del centro de Uganda, en particular Iganga, Masaka y Kampala, y se presentan a sí mismos como "cruzados religiosos". Más allá de esta ideología religiosa vagamente enunciada y de las declaraciones de que el gobierno discrimina a los tablighs, las miembros del FDA han dado pocas razones coherentes para su insurgencia. Aparentemente, el movimiento eligió el oeste de Uganda como centro de operaciones por tres razones: terreno ideal para una insurgencia rural, proximidad a la República Democrática del Congo, donde los rebeldes podrían establecer bases y reclutar combatientes, y la presencia de algunos grupos étnicos ugandeses hostiles al gobierno que podrían ofrecer ayuda. Además, recibió el apoyo del Gobierno de Sudán, que estaba involucrado en disputas con el Gobierno de Uganda.